# Brønshøj Kirke
Brønshøj Kirke ligger i Brønshøj. Kirken har siden sognets indlemmelse i Københavns Kommune, i 1901, været den ældste bygning i København og er opført i 1180'erne af biskop Absalon i romansk stil med kridt-kvadre fra Stevns som materiale. Tårnet er tilføjet omkring 1450 og er bygget af røde munkesten i gotisk stil, våbenhuset er tilføjet i 1892, mens sakristiet, mod nord, stammer fra 1942.
Kirken blev oprindeligt indviet til Sankt Laurentius og nævnes første gang i to pavebreve fra den 21. oktober 1186 og den 25. marts 1193, hvori det fremgår, at Absalon ejede et bol i Brønshøj samt kaldsretten til kirken. Ligeledes nævnes det i brevet, at Absalon gav begge dele til Roskilde bispesæde, dog med det forbehold at han beholdt brugsretten i sin levetid.
Under svenskernes besættelse i 1658 blev kirkens indre ryddet og antagelig brugt til våbenværksted. Kirken klarede sig dog gennem krigen i modsætning til f.eks. den daværende Rødovre Kirke. Altertavlen og døbefonten blev bevaret, mens det øvrige inventar gik tabt. Ligeledes havde englænderne en lejr på kirkegården i 1807.
Kirken overgik den 1. oktober 1934 til selveje.

## Interiør
- Altertavlen er fra 1587 og tilhører barokken.
- Prædikestolen er fra 1678.

## Trivia
- Brønshøj Kirke er blevet anvendt som kulisse i filmen Min søsters børn på bryllupsrejse (1967).

## Eksterne kilder og henvisninger
- Wikimedia Commons har flere filer relateret til Brønshøj Kirke
- Brønshøj Kirke på danskefilm.dk
- Brønshøj Kirke Arkiveret 31. januar 2011 hos  Wayback Machine hos nordenskirker.dk
- Brønshøj Kirke hos KortTilKirken.dk
- Brønshøj Kirke hos danmarkskirker.natmus.dk (Danmarks Kirker, Nationalmuseet)
- Brønshøj Kirke i snevejr - Kirkeblog - Blog fra Danmarks Kirker